# ワンツージャンプ!
『ワンツージャンプ!』は、TBS系列で、1976年3月29日から1981年3月27日まで、月曜 - 金曜10:30 - 11:00に放送されていた子供番組である。

## 概要
3歳から5歳の子供を対象としていた番組である。歌や踊り、更にレギュラーのマイク眞木による「マイクげきじょう」コーナーなどが存在した。
毎回オープニングは、虹が見える青空の海を舞台に、気球で空を飛ぶ動物達や、鳥・トビウオ・サメが映され、女性ナレーターの「皆さーん、おはようございまーす! 『ワンツージャンプ!』が始まりますよー!! テレビの前に集まって下さーい!!」の声の後にタイトルが出され、子供達の「ワン! ツー! ジャーンプ!!」の叫び声と共に開始した。
『ワンツージャンプ!』終了後、1981年3月30日から1981年9月25日まで月曜 - 金曜10:00 - 10:30に、後番組として『グーチョキーパー』という子供番組が放送されていた。司会は田中星児。

## 出演者
- 大和田りつこ：1976年9月 - 1978年3月まで[2]
- 西尾徳[3]：1976年3月29日[4] - 1979年3月まで
- 荻野順子：1976年3月29日[4] - 1976年8月まで
- 三井恒：1978年4月から[2]
- いけだひろこ：1978年4月3日 - 1979年3月30日まで[2][5]
- マイク眞木（番組では「マイクまき」名義で出演。）：1979年4月2日 - 1981年3月27日（最終回）まで
- 才野千鶴：1979年10月 - 1981年3月27日まで
- おのゆみ：1979年4月2日 - 1979年9月まで
- 1980 Chewing Gum Company / Reef Addison

他にも、子供のカンガルー「モンモンちゃん」（声：加藤早紀子）などの人形が登場した。

## 主題歌
- 「ワンツージャンプマーチ」（前期）
- 「ワンツージャンプ」（後期）

## 番組から誕生した楽曲
- ウルトラパンダ
- くびながアヒルのエリオ
- いじわるムシバゴン
- へんてこスキーヤー

など多数

## スタジオ
- 東京・千代田区「北の丸公園」の「科学技術館」にある「千代田ビデオ」から生放送された。なお、このスタジオでは、当時同局で継続中の『3時にあいましょう』と『料理天国』も放送されていた。

## ネット局
- 東京放送（現在：TBS）：月曜 - 金曜10:30 - 11:00
- 北海道放送：月曜 - 金曜10:30 - 11:00[6]
- 岩手放送（現在：IBC岩手放送）：月曜 - 金曜10:30 - 11:00[7]
- 東北放送：月曜 - 金曜10:30 - 11:00[8]
- テレビ山梨：月曜 - 金曜10:30 - 11:00[8]
- 信越放送：月曜 - 金曜10:30 - 11:00[8]
- 静岡放送：月曜 - 金曜10:30 - 11:00[8]
- 中部日本放送（現在：CBC）
- 毎日放送
- 山陰放送
- 中国放送
- RKB毎日放送